# Jollas
Jollas Simon, 1901 è un genere di ragni appartenente alla famiglia Salticidae.

## Distribuzione
Le 12 specie oggi note di questo genere sono state rinvenute prevalentemente in America centrale e meridionale: vi sono vari endemismi, tre in Argentina, due nel Suriname e due sull'isola di Hispaniola.
Una sola specie, la J. lahorensis è stata rinvenuta in Pakistan, ma alcuni autori dubitano che appartenga a questo genere, probabilmente si tratta di un errore di classificazione. I generi Freya, Bellota e Zygoballus hanno problematiche distributive analoghe.

## Tassonomia
Considerato un sinonimo anteriore di Oningis Simon, 1901, da uno studio dell'aracnologa Galiano del 1991 con trasferimento della specie tipo Neon pompatus Peckham & Peckham, 1893, apparentemente non nota a Simon.
A dicembre 2010, si compone di 12 specie:
- Jollas amazonicus Galiano, 1991 — Brasile
- Jollas armatus (Bryant, 1943) — Hispaniola
- Jollas crassus (Bryant, 1943) — Hispaniola
- Jollas geniculatus Simon, 1901[2] — Panama, Trinidad, Colombia, Venezuela, Guyana
- Jollas hawkeswoodi Makhan, 2007 — Suriname
- Jollas lahorensis (Dyal, 1935) — Pakistan
- Jollas manantiales Galiano, 1991 — Argentina
- Jollas minutus (Petrunkevitch, 1930) — Porto Rico
- Jollas paranacito Galiano, 1991 — Argentina
- Jollas pompatus (Peckham & Peckham, 1893) — Panama, Isole Saint Vincent e Grenadine (Piccole Antille)
- Jollas puntalara Galiano, 1991 — Argentina
- Jollas richardwellsi Makhan, 2009 — Suriname